# The Conspiracy of Pontiac
Pour plus de détails, voir Fiche technique et Distribution.
The Conspiracy of Pontiac est un film américain de Sidney Olcott, réalisé en 1910 avec Gene Gauntier, Jack J. Clark et Robert G. Vignola dans les rôles principaux.

## Fiche technique
- Titre original : The Conspiracy of Pontiac
- Réalisateur : Sidney Olcott
- Société de production : Kalem Company
- Pays : États-Unis
- Lieu de tournage : Jacksonville (Floride)
- Longueur : 955 pieds
- Date de sortie :
  - États-Unis : 23 septembre 1910 (New York)

## Distribution
- Gene Gauntier - l'Indienne
- Robert G. Vignola -
- Jack J. Clark - Major Gladwynn
- Arthur Donaldson - Le chef indien

## Autour du film
Le film a été tourné au Canada.
Une copie est conservée à l'Eye Film Institute, la cinémathèque d'Amsterdam. Elle provient de la collection de Desmet.